# Pterolophia lateralis
Pterolophia lateralis là một loài bọ cánh cứng trong họ Cerambycidae.